# Trung tâm Văn hóa Hàn Quốc
Trung tâm Văn hóa Hàn Quốc là một tổ chức phi lợi nhuận của chính phủ Hàn Quốc có mục tiêu quảng bá văn hóa Hàn Quốc và thúc đẩy trao đổi văn hóa.

## Tổng quan
Từ năm 2009, Phòng Văn hóa và Thông tin Hàn Quốc bắt đầu thành lập các trung tâm Văn hóa Hàn Quốc trên toàn thế giới.
Các trung tâm này được điều hành bởi Phòng Văn hóa và Thông tin Hàn Quốc, thuộc Bộ Văn hóa, Thể thao và Du lịch Hàn Quốc.
Nhằm giới thiệu và truyền bá các mặt đa dạng của văn hóa Hàn Quốc, các trung tâm này đã và đang tổ chức nhiều chương trình thuộc các thể loại nghệ thuật, âm nhạc, văn chương, điện ảnh và ẩm thực.

## Danh sách các trung tâm Văn hóa Hàn Quốc

Các quốc gia có trung tâm Văn hóa Hàn Quốc
Hàn Quốc

Tính đến năm 2013, đã có 25 trung tâm Văn hóa Hàn Quốc tại 21 quốc gia.

### Châu Phi
- Nigeria - Abuja

### Châu Á và châu Đại Dương
- Úc - Sydney
- Trung Quốc - Bắc Kinh và Thượng Hải
- Ấn Độ - New Delhi
- Indonesia - Jakarta
- Nhật Bản - Tokyo và Osaka
- Kazakhstan - Astana
- Philippines - Taguig
- Việt Nam - Hà Nội
- Thái Lan - Bangkok

### Châu Âu
- Pháp - Paris
- Đức - Berlin
- Hungary - Budapest
- Ba Lan - Warszawa
- Nga - Moskva
- Tây Ban Nha - Madrid
- Thổ Nhĩ Kỳ - Ankara
- Anh Quốc - Luân Đôn

### Bắc và Nam Mỹ
- Argentina - Buenos Aires
- México - thành phố Mexico
- Hoa Kỳ - Washington D.C., Los Angeles và thành phố New York

### Tương lai
Những dự án này đã được thông báo hoặc đang được xây dựng.
- Canada - Toronto hoặc Ottawa (chưa quyết định)
- Singapore - Singapore
- Ai Cập - Cairo
- Bỉ - Brussels

## Trung tâm Văn hoá Hàn Quốc tại Việt Nam
Năm 2005, chính phủ Hàn Quốc chính thức quyết định thành lập Trung tâm Văn hoá Hàn Quốc tại Việt Nam. Năm 2006 trung tâm chính thức được thành lập.
Trung tâm được đặt tại số 49 Nguyễn Du, quận Hai Bà Trưng, Hà Nội, giám đốc trung tâm hiện tại là ông Choi Seung Jin